# Dojrzałość wędrówkowa
Dojrzałość wędrówkowa – fizjologiczny stan organizmu ptaka pozwalający mu podjąć wędrówkę. Dojrzałość wędrówkowa najczęściej związana jest z intensywnym gromadzeniem tłuszczów, zdolnością ptaków do przestawienia się na nocny tryb życia, jeżeli są to gatunki, które wędrują nocą (np. rudzik). Osiągnięcie dojrzałości wędrówkowej regulowane jest hormonalnie i wynika m.in. ze zmiany długości dnia.